# Leptochroma
Leptochroma is een kevergeslacht uit de familie van de boktorren (Cerambycidae). De wetenschappelijke naam van het geslacht werd voor het eerst geldig gepubliceerd in 2013 door Vives.

## Soorten
Leptochroma omvat de volgende soorten:
- Leptochroma lini Vives, 2013
- Leptochroma paralleloelongatum (Hayashi, 1974)
- Leptochroma shanxianum Vives, 2013